# Cantone di Montfort-en-Chalosse
Il Cantone di Montfort-en-Chalosse era una divisione amministrativa dell'arrondissement di Dax.
È stato soppresso a seguito della riforma complessiva dei cantoni del 2014, che è entrata in vigore con le elezioni dipartimentali del 2015.
Comprendeva i comuni di:
- Cassen
- Clermont
- Gamarde-les-Bains
- Garrey
- Gibret
- Goos
- Gousse
- Hinx-sur-l'Adour
- Louer
- Lourquen
- Montfort-en-Chalosse
- Nousse
- Onard
- Ozourt
- Poyanne
- Poyartin
- Préchacq-les-Bains
- Saint-Geours-d'Auribat
- Saint-Jean-de-Lier
- Sort-en-Chalosse
- Vicq-d'Auribat